# La tartana de compare Junier
La tartana de compare Junier (La Carriole du père Junier) és un oli sobre tela de 97 × 129 cm realitzat pel pintor francès Henri Rousseau l'any 1908 i dipositat al Museu de l'Orangerie de París.

## Context històric i artístic
Aquest quadre constava en la retrospectiva Rousseau del Saló dels Independents del 1911 com a propietat del "Sr. Junier" i fou pintat a partir d'una fotografia presa als boscos de Clamart en ocasió d'un passeig dominical. Representa Claude Junier, un veí de Rousseau, i el mateix artista assegut a la seua esquerra, com també les dues nebodes de Junier i la seua dona Anna, que havia fet la fotografia però que l'artista va voler representar.
Pel que fa a la identitat de Père Junier, era un verdulaire que venia verdura comprada cada matí a Verrières-le-Buisson o Bagneux. Havia estat amic de Rousseau durant molts anys i la seua muller solia cuinar per a l'artista. Com el pintor li devia una mica de diners i el sr. Junier acabava de comprar un cavall (del qual, se'n sentia molt orgullós), tots dos van acordar que Rousseau li faria una pintura.
Aquest quadre, com El casament, és un dels més coneguts de Rousseau.

## Descripció
Tot i que Rousseau va pintar aquesta obra a partir d'una fotografia, l'artista va fer diversos canvis importants que revelen el seu procés creatiu: va ometre un arbre al bulevard i va jugar amb les mides i la posició dels dos gossos que hi apareixen, els quals tenen una funció purament visual. El gos negre proporciona profunditat al carro (Max Weber va comentar una vegada a Rousseau que aquest gos era massa gran amb relació a l'escala global de la pintura i l'artista li va respondre que la seua pintura li exigia això). D'altra banda, el gos en miniatura, trotant davant del carro, dona una certa monumentalitat a l'euga, la qual es recolza sobre els extrems de les seues peülles i fa destacar així les ombres projectades a terra. Aquesta euga, com una ballarina, sembla gairebé suspesa en l'espai (Rousseau era molt aficionat a aquest tipus de paradoxes en què alguns dels seus personatges suren en un espai purament pictòric).
Tots els passatgers del carro (tret del Sr. Junier) són presentats sota l'aparença d'una frontalitat estricta a la manera de les icones de l'art romà d'Orient.
Adolphe Basler en va dir el següent:
| « | "És la contemplació d'un infant que descobreix un espai immens; és la pura joia que us fa sentir un cel bonic; és l'encant del paisatge estival en aquesta filera d'arbres paral·lela a la direcció del carruatge, aturat a la vora de la carretera. La carrosseria i el tir formen un conjunt harmònic que captiva la mirada. Tota una simpàtica família de pobletans ensardinada dins de la tartana; el tartaner empolainat amb els guarniments, divertit com una joguina de basar; els dos gossos, un dels quals està en repòs entre les dues rodes, mentre l'altre avança a saltirons; bèsties i persones omplen tot l'ample del quadre amb el contrast dels blancs i dels negres. L'escena, tan familiar, està impregnada d'una dolçor tranquil·la. El color s'hi escampa sense que cap reflex no el pertorbi. Les fisonomies tenen una veritat ingènua; els seus trets, maldestres dins de la seua versemblança, queden assuavits pel ritme que tenen; i la tonalitat de la composició s'exalta dins de la lluminosa immobilitat." | » |